# Extraits du journal d'un aide-comptable
Extraits du journal d'un aide-comptable (en russe : Iz dnevnika pomochtchnika boukhaltera) est une nouvelle d'Anton Tchekhov, parue en 1883.

## Historique
Extraits du journal d'un aide-comptable est initialement publiée dans la revue russe Les Éclats, no 25, du 18 juin 1883, sous le pseudonyme de L'Homme sans rate. Cette nouvelle est aussi traduite en français sous le titre Journal d'un aide-comptable. 
C’est une nouvelle humoristique sur vingt-trois années passées à rêver d’un modeste employé de bureau.

## Résumé
1863. L'aide-comptable espère la mort de Glotkine, son chef. Il a été victime d’une crise de delirium tremens, sa place devrait lui revenir. Le secrétaire Klechtchov doit être jugé pour coups et blessures.
1865. Glotkine est encore souffrant. Klechtchov a violenté un Arménien, il devrait passer en jugement.
1867-1870. Glotkine est toujours souffrant. L’aide-comptable espère pouvoir s’acheter une pelisse, une robe de chambre et, pourquoi pas, se marier, quand il aura eu la place qu’il convoite. Klechtchov a été chassé du club pour inconvenance.
1878. Il y a une épidémie de peste dans les environs. Glotkine boit de la vodka au poivre pour s'en protéger.
1883. Glotkine est mort. Enfin ! Mais l’aide-comptable n’a pas eu la place. Elle échoit à Tchalikov, grâce à l’intervention de sa tante, la générale. Klechtchov avance dans la table des rangs, il est maintenant assesseur de collège.
1886. Tchalikov va peut-être se suicider, sa femme l’ayant quitté. Peut-être l’aide-comptable aura-t-il la place et pourra-t-il s’acheter une pelisse ? Nouveau scandale causé par Klechtchov.

## Édition française
- Extraits du journal d'un aide-comptable, traduit par Madeleine Durand et André Radiguet, in Œuvres I, Paris, Éditions Gallimard, coll. « Bibliothèque de la Pléiade » no 197, 1968  (ISBN 978-2-07-0105-49-6).